# Памятник работникам метрополитена (Харьков)
Памятник работникам метрополитена в Харькове (также известен как «железный дровосек», «памятник замученному метростроевцу», «железное чудище» , «железный человек», «убитый рельсой») — техно-статуя, стоявшая в вестибюле станции «Университет» Харьковского метро с 11.08.2009 по 03.02.2010, а с ноября 2010 по 2011 гг. — на ул. Рождественской, 29. Статуя олицетворяла «изнурительный подземный труд» работников метрополитена.

## История создания
Памятник был установлен 11 августа 2009 года в честь 34-летней годовщины со дня открытия Харьковского метрополитена. Работники предприятия «Харьковский метрополитен» в свободное от работы время, из металлолома изготовили символы, олицетворяющие их трудовую деятельность, а руководство метрополитена согласилось их выставить на станции метро.
Управление МЧС в Харьковской области, назвав памятник «Железным чудищем», потребовало убрать его ввиду того, что скульптура установлена в переходе метро без разрешений и предварительной экспертизы. Кроме того, она находится на пути эвакуации пассажиров в случае ЧП в метро. Памятник должен был быть демонтирован 10 сентября 2009 года, однако по согласованию с руководством метрополитена был оставлен на некоторое время.
Демонтирован 3 февраля 2010 года «по просьбам трудящихся». Данное решение принято, по словам тогдашнего директора метрополитена С. Мусеева, в результате обращения «одного из жителей Харькова» [какого, не уточняется]. «В своём письме гражданин вежливо объяснил причину, по которой считает необходимым убрать памятник: ребёнок, с которым он выходит гулять, пугается. Мы решили удовлетворить его просьбу и буквально на следующий день демонтировали конструкцию».

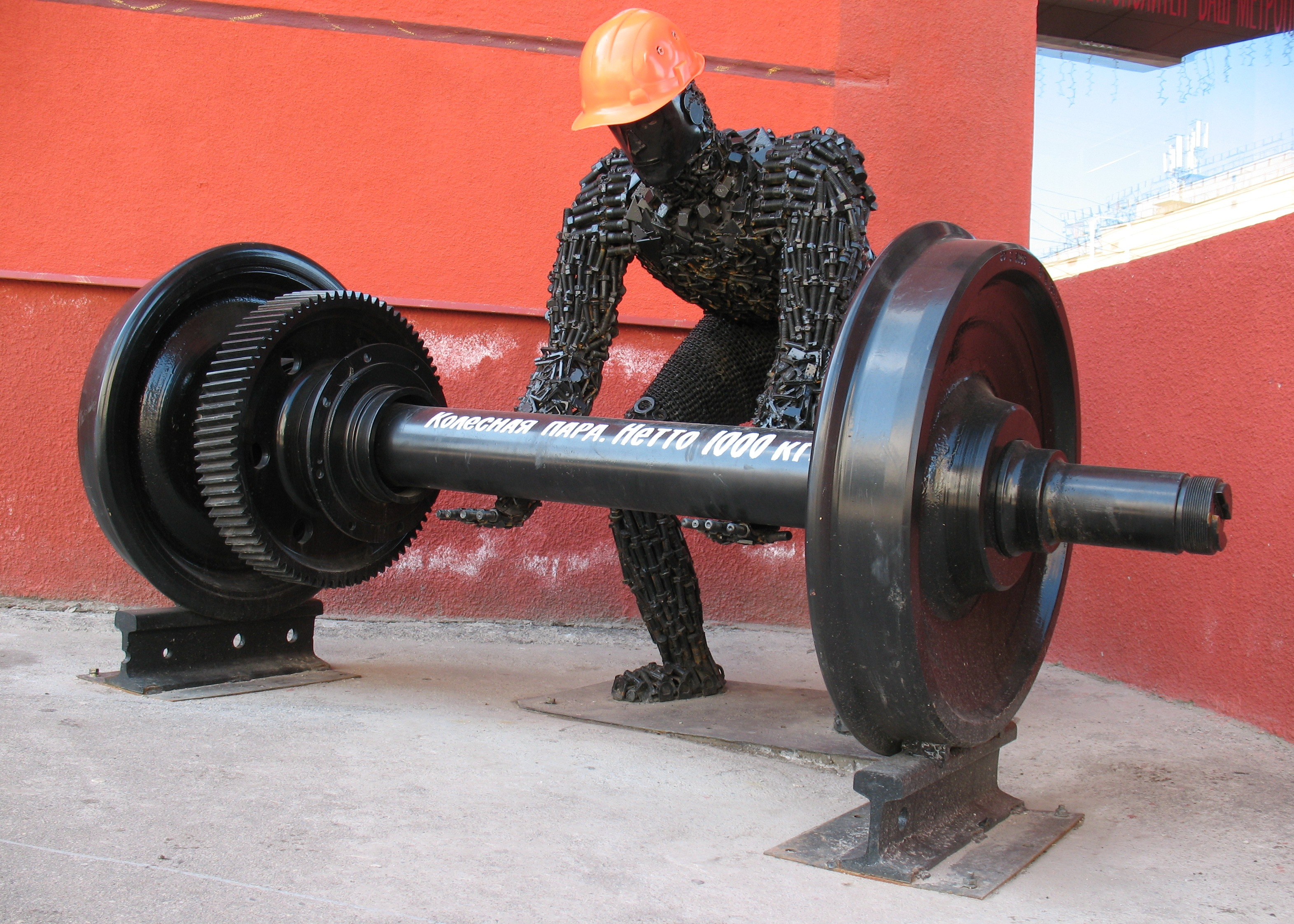
Аналогичный памятник — «Штангист в каске». На оси вагона написан её вес

С ноября 2010 памятник был установлен на новом месте, справа от главного входа в основное здание коммунального предприятия «Харьковский метрополитен» на ул. Рождественской, 29 (слева от входа находится другой аналогичный памятник, «штангист в каске»). В 2011 г. памятник «дровосеку» был окончательно демонтирован, его нынешнее местонахождение неизвестно.

## Композиция памятника

Памятник метростроевцу на новом месте установки на ул. Рождественской, 29 в Харькове

Основу памятника составляла сварная металлическая скульптура высотой около 2,5 м, которая изображала человека с поднятыми руками. На голову фигуры была надета оранжевая строительная каска. Через её грудь проходил металлический рельс длиной 3 м, который упирался в пол. Композиция была сделана из обрезков металла и рессор.
Перед скульптурой была расположена табличка с текстом «Символ подземного ночного изнурительного труда работников метро». После установки скульптуры некоторые жители города стали украшать металлическую фигуру цветами

## Мнения о памятнике
Мнения прохожих харьковчан:

Пожилой мужчина: Каторжник, допустим.

Парень: Напоролся на балку…

Мужчина: Киборг ада!

Пожилой мужчина: «Я наткнулся на него — идя, разговаривая с товарищем, чуть себе не стукнулся по голове!..»

Девушка: «Какая-то непонятная железка, которая пугает детей».

Девочка, 6 лет: «Из-за того, что он в фуражке, я бы его назвала полускелет-полустроитель, он скелет и строитель».

Сергей Мусеев, бывший начальник Харьковского метрополитена:

Этот железный человек — плод коллективного труда метрополитеновцев. Символ тяжелого труда под землей, по ночам. Почернел, мол, — света белого не видит.